# TNT-Fortuna Meeting

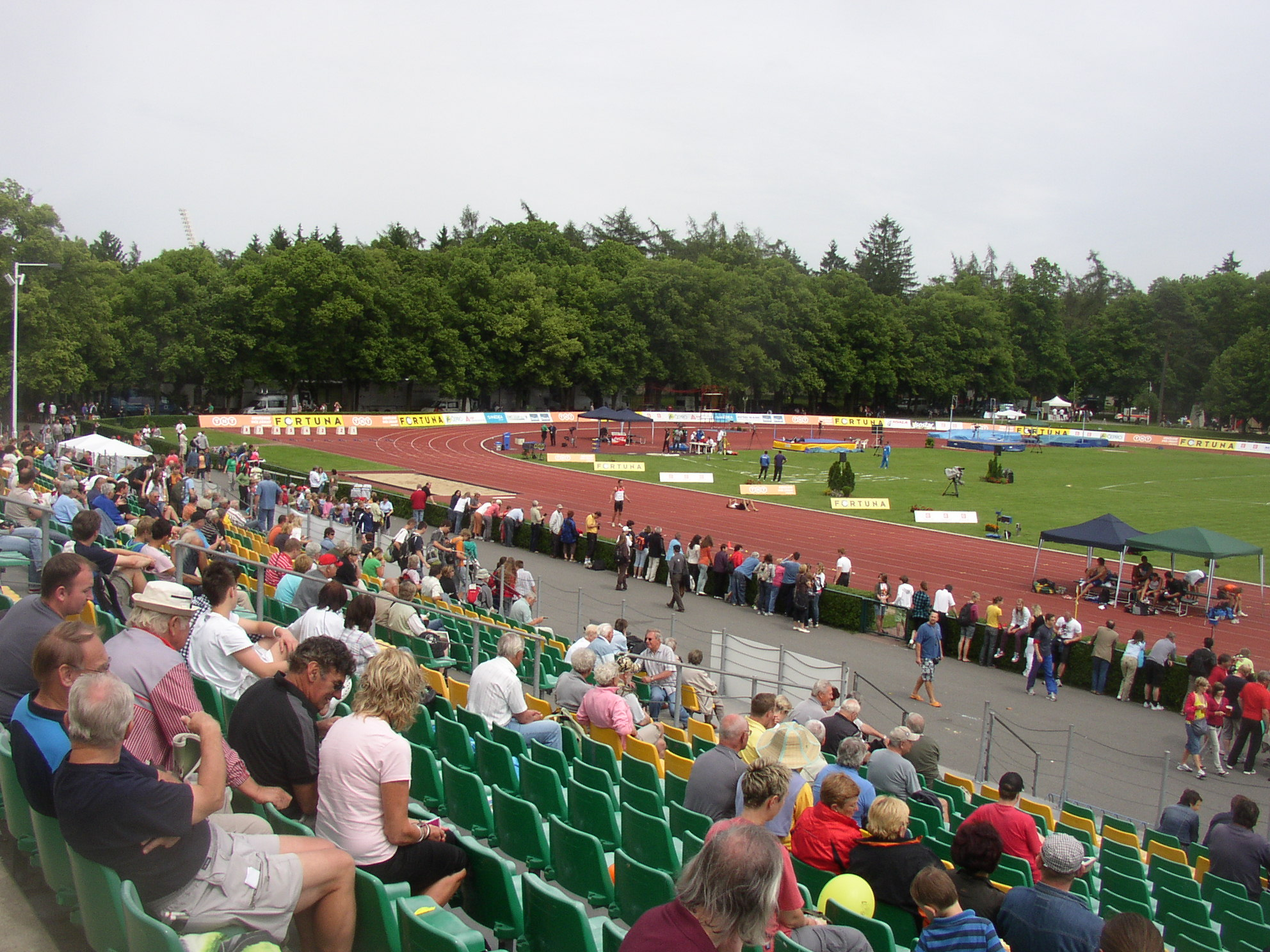
Het Sletiště Stadion tijdens de vierde editie van de TNT-Fortuna Meeting

De TNT-Fortuna Meeting is een meerkampwedstrijd, die jaarlijks wordt georganiseerd in het Sletiště Stadion in Kladno (Tsjechië). De wedstrijd bestaat uit een tienkamp voor mannen en een zevenkamp voor vrouwen. De TNT-Fortuna Meeting werd voor het eerst gehouden in 2007. In 2010 kreeg de wedstrijd de status van een IAAF World Combined Events Challenge als vervanging voor de Meeting International, die voor het laatst werd georganiseerd in 2009. De wedstrijd is vernoemd naar zijn twee hoofdsponsors: bookmaker Fortuna en TNT NV. De directeur van de TNT-Fortuna Meeting is oud-polsstokhoogspringer Zdeněk Lubenský, die onder andere heeft deelgenomen aan de Olympische Spelen van Seoel. De meerkampmeeting wordt meestal georganiseerd rond midden juni. In 2013 werd de naam gewijzigd in TNT Express Meeting, en de wedstrijd werd voor het laatst gehouden in 2017.

## Meetingrecords
| Onderdeel            | Prestatie | Atleet           | Nationaliteit | Datum           |
| -------------------- | --------- | ---------------- | ------------- | --------------- |
| 100 m                | 10,64 s   | Stanislav Sajdok | CZE           | 18 juni 2008    |
| verspringen          | 7,84 m    | Roman Šebrle     | CZE           | 19 juni 2007    |
| kogelstoten          | 17,78 m   | Maurice Smith    | JAM           | 18 juni 2008    |
| hoogspringen         | 2,16 m    | Stanislav Sajdok | CZE           | 18 juni 2008    |
| 400 m                | 46,98 s   | David Hall       | GBR           | 12 juni 2015    |
| 110 m horden         | 13,87 s   | Stanislav Sajdok | CZE           | 19 juni 2008    |
| discuswerpen         | 53,02 m   | Maurice Smith    | JAM           | 16 juni 2010    |
| polsstokhoogspringen | 5,10 m    | Adam Pašiak      | CZE           | 16 juni 2010    |
| polsstokhoogspringen | 5,10 m    | Dmitriy Karpov   | KAZ           | 16 juni 2011    |
| speerwerpen          | 69,17 m   | Marek Lukáš      | CZE           | 9 juni 2013     |
| 1500 m               | 4.14,49   | Edgars Eriņš     | LAT           | 11 juni 2016    |
| tienkamp             | 8697 pt   | Roman Šebrle     | CZE           | 19/20 juni 2007 |

| Onderdeel    | Prestatie          | Atlete            | Nationaliteit | Datum           |
| ------------ | ------------------ | ----------------- | ------------- | --------------- |
| 100 m horden | 13,16 s (−0,4 m/s) | Katerina Cachova  | CZE           | 10 juni 2016    |
| hoogspringen | 1,91 m             | Morgan Lake       | GBR           | 10 juni 2016    |
| kogelstoten  | 14,97 m            | Natalja Dobrynska | UKR           | 23 juni 2009    |
| 200 m        | 23,32 s            | Tatjana Tsjernova | RUS           | 15 juni 2011    |
| verspringen  | 6,65 m             | Aiga Grabuste     | LAT           | 16 juni 2011    |
| speerwerpen  | 53,46 m            | Sofía Ifadídou    | GRE           | 9 juni 2013     |
| 800 m        | 2.08,33            | Karolina Tyminska | POL           | 16 juni 2011    |
| zevenkamp    | 6773 pt            | Tatjana Tsjernova | RUS           | 15/16 juni 2011 |

## Winnaars

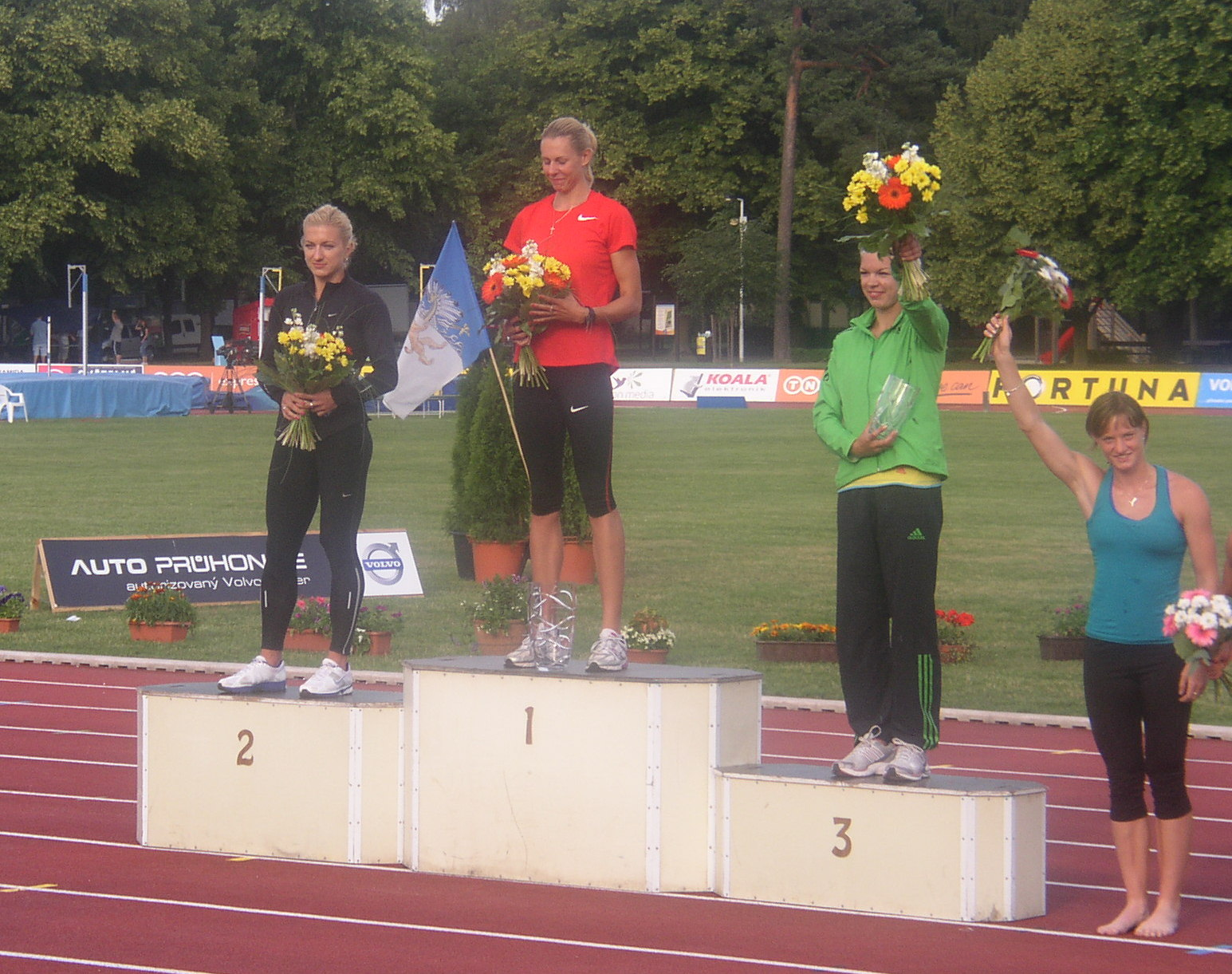
Het podium bij de zevenkamp van 2011.

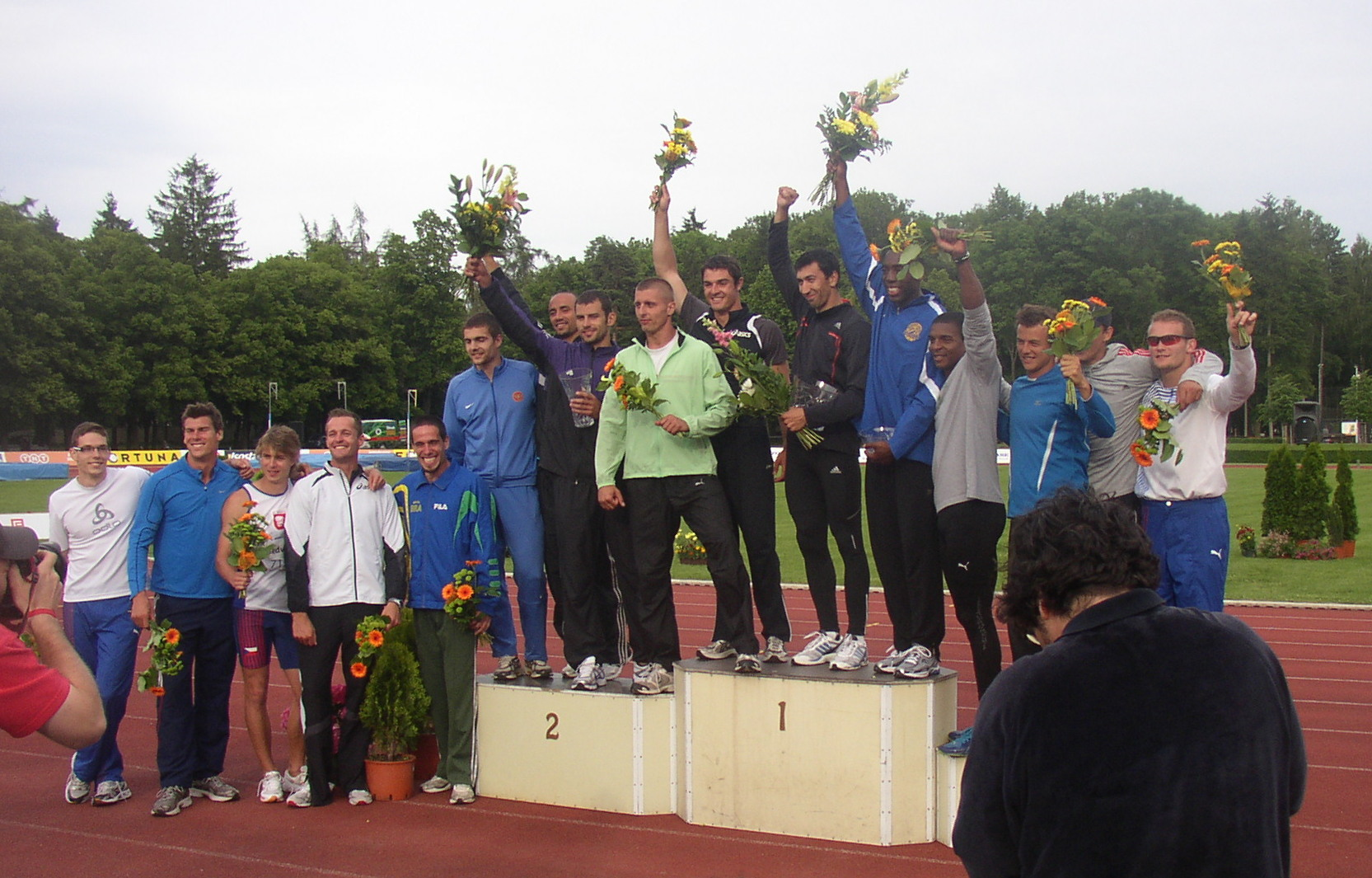
Alle deelnemers van de tienkamp tijdens de editie van 2010.

| Editie | Tienkamp (mannen)  | Tienkamp (mannen) | Tienkamp (mannen) | Zevenkamp (vrouwen) | Zevenkamp (vrouwen) | Zevenkamp (vrouwen) |
| Editie | Winnaar            | Land              | Punten            | Winnares            | Land                | Punten              |
| ------ | ------------------ | ----------------- | ----------------- | ------------------- | ------------------- | ------------------- |
| 2007   | Roman Šebrle       | CZE               | 8697              | Ljoedmila Blonska   | UKR                 | 6354                |
| 2008   | Maurice Smith      | JAM               | 8434              | Ljoedmila Blonska   | UKR                 | 6421                |
| 2009   | Maurice Smith      | JAM               | 8157              | Natalja Dobrynska   | UKR                 | 6249                |
| 2010   | Oleksiy Kasyanov   | UKR               | 8381              | Eliška Klučinová    | CZE                 | 6268                |
| 2011   | Leonel Suárez      | CUB               | 8231              | Tatjana Tsjernova   | RUS                 | 6773                |
| 2012   | Dmitriy Karpov     | KAZ               | 8173              | Eliška Klucinová    | CZE                 | 6283                |
| 2013   | Andrej Krawtsjanka | BLR               | 8380              | Hanna Melnitsjenko  | UKR                 | 6416                |
| 2014   | Oleksiy Kasyanov   | UKR               | 8083              | Eliška Klučinová    | CZE                 | 6460                |
| 2015   | Marek Lukáš        | CZE               | 7892              | Hanna Melnitsjenko  | UKR                 | 6277                |
| 2016   | Lars Vikan Rise    | NOR               | 7925              | Kateřina Cachová    | CZE                 | 6328                |
| 2017   | Larbi Bourrada     | ALG               | 8120              | Kateřina Cachová    | CZE                 | 6337                |